# 中国人民解放军山东省军区
中国人民解放军山东省军区，是中国人民解放军的一个省级军区，正军级单位，工作範圍為山东省，2016年由济南军区改隶中央军委国防动员部。

## 沿革
1949年2月，中国人民解放军重组军区，山东军区隶属华东军区。1955年5月1日，从南京军区划出部队，组建济南军区兼山东军区，并取消山东军区番号。1961年7月24日，恢复山东省军区。1961年10月12日，由济南军区动员部改编，11月1日正式办公。

## 历任领导
| 司令员 1. 张云逸（1949年2月－1950年1月，兼任） 2. 许世友（1950年1月－1954年12月，兼任） 3. 王近山（1954年12月－1955年3月） 4. 陈坊仁（1961年10月－1965年1月） 5. 童国贵（1965年1月－1975年6月） 6. 黎锡福（1975年6月－1976年5月） 7. 赵 峰（1978年5月－1983年5月） 8. 刘玉德（1983年5月－1988年7月） 9. 阎 琢（1988年7月－1990年7月） 10. 易元秋（1990年7月－1993年12月） 11. 沈兆吉（1993年12月－1995年12月） 12. 张齐红（1995年12月－2004年3月） 13. 谈文虎（2004年3月－2010年10月） 14. 郎剑钊（2010年10月－2011年12月） 15. 荣森之（2011年12月－2017年4月） 16. 赵冀鲁（2017年4月－2019年7月）。 17. 邱月潮（2019年7月－？） 18. 张立克 19. 石华杰（2024年5月） | 党委第一书记 （中共山东省委书记兼任） | 政治委员 1. 康 生（1949年2月－1952年5月，兼任） 2. 舒 同（1952年5月－1955年5月，兼任） 3. 周 兴（1961年10月－1965年5月，兼任） 4. 刘秉琳（1965年5月－1967年5月，兼任） 5. 王效禹（1967年5月－1970年10月） 6. 熊 飞（1973年12月－1975年6月） 7. 陈 德（1975年6月－1980年10月） 8. 刘 琏（1981年6月－1983年5月） 9. 苏毅然（1983年5月－1985年6月，兼任） 10. 曹芃生（1985年8月－1988年7月） 11. 李春廷（1988年7月－1991年11月） 12. 刘国福（1991年11月－1997年10月） 13. 何法祥（1997年10月－2001年4月） 14. 赵承凤（2001年4月－2004年5月） 15. 张秉德（2004年5月－2008年2月） 16. 南兵军（2008年2月－2011年7月） 17. 刘从良（2011年7月－2014年7月） 18. 吕民松（2014年7月－2016年8月） 19. 尚振贵（2016年8月－2020年4月） 20. 朱玉武（2020年4月－2021年12月） 21. 王爱国（2021年12月－） |

| 副司令员 - 周月星（2017年－2021年） | 副政治委员 |

| 参谋长 副参谋长 | 政治部主任 政治部副主任 |

| 后勤部部长 后勤部副部长 | 后勤部政治委员 |

纪律检查委员会书记
纪律检查委员会副书记